# Cryptocephalus schreibersii
Cryptocephalus schreibersii är en skalbaggsart som beskrevs av Christian Wilhelm Ludwig Eduard Suffrian 1852. Cryptocephalus schreibersii ingår i släktet Cryptocephalus och familjen bladbaggar. Inga underarter finns listade i Catalogue of Life.